# Ункярискелесийски договор
Ункярискелесийският договор е международен договор, сключен между Османската и Руската империя на 8 юли (26 юни стар стил) 1833 година в местността Hünkâr İskelesi (Султанския пристан) край Константинопол, с който се създава военен съюз между двете държави.
В началото на 1833 г. Османската империя е застрашена от своя васал Египет, чийто управител Мохамед Али паша изпраща войските си срещу столицата Константинопол. По искане на османците Русия изпраща на помощ свои кораби и 30-хиляден военен контингент, който предотвратява предстоящото нападение.
Ункярискелесийският договор регламентира създалите се съюзни отношения между двете империи. Русия се задължава и в бъдеще да предоставя военна помощ на Османската империя в случай на война. В замяна на това тайна клауза на договора дава на Русия правото на безпрепятствено преминаване на нейни военни кораби през Черноморските проливи, както и възможността да поиска затварянето им за военни кораби на трети страни.
Тайната клауза на договора дава значителни стратегически преимущества на Русия в Средиземноморието,  с което засяга интересите на Великобритания и Франция. Тя оказва силно влияние върху британската политика през следващите десетилетия, която си поставя за цел укрепването на Османската империя, така че тя да може самостоятелно да гарантира сигурността си.
Срокът на Ункярискелесийския договор изтича през 1841 г. През същата година е приета Лондонската конвенция за Проливите, която премахва привилегиите на Русия и забранява преминаването през Проливите на военни кораби с някои изключения за Османската империя и нейните съюзници.